# Christiane Frohmann

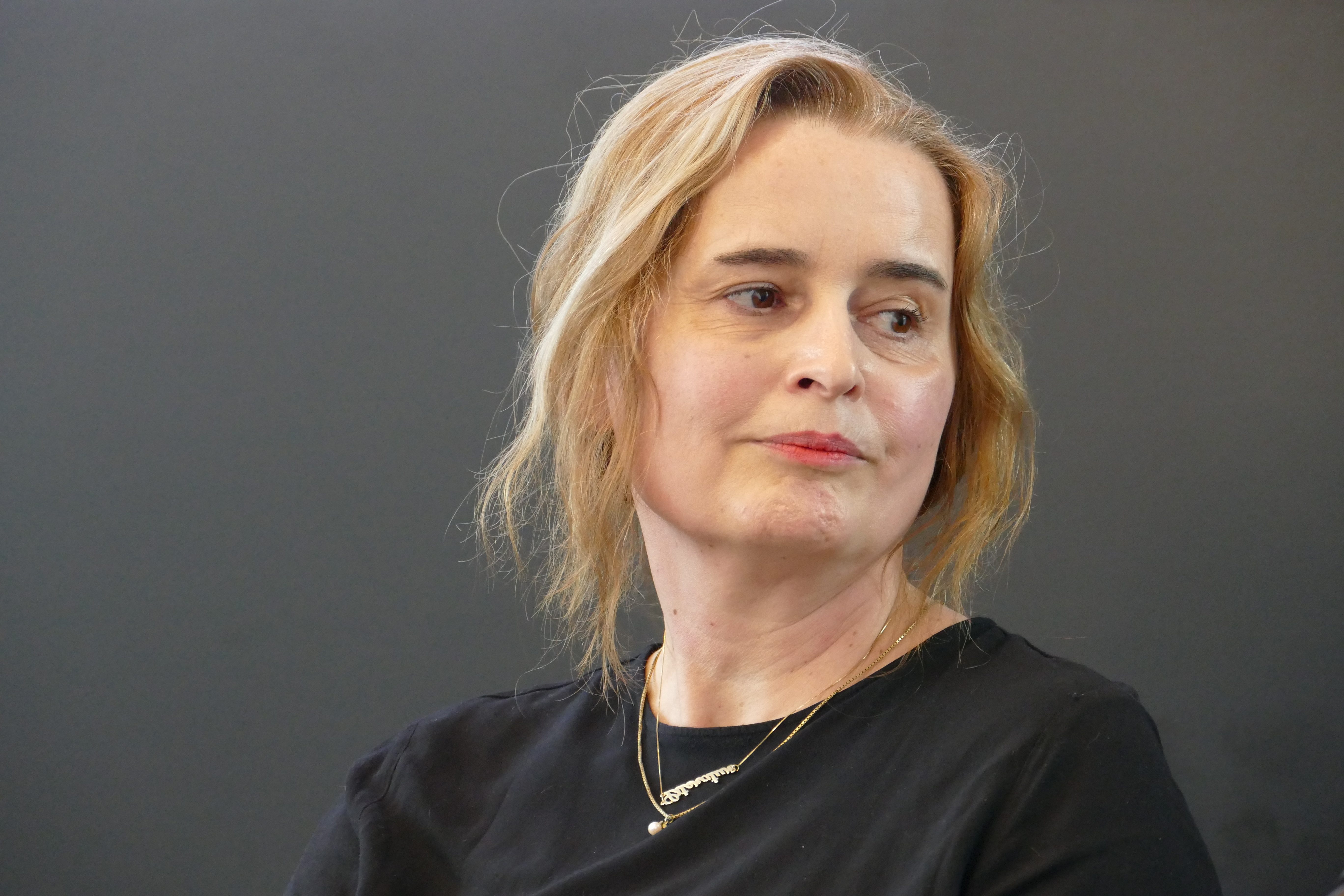
Christiane Frohmann (2019)

Christiane Frohmann ist eine deutsche Schriftstellerin, Verlegerin, Publizistin und betreibt den Frohmann Verlag.

## Leben
Frohmann studierte Komparatistik, Philosophie und Germanistik an der FU Berlin und als DAAD-Stipendiatin an der Yale University (New Haven, Connecticut, USA), wo sie am Fortunoff Video Archive for Holocaust Testimonies forschte. Sie lebt mit Unterbrechungen seit 1992 in Berlin.

## Werk
2011 war sie Mitgründerin des Digital-only-Verlags eriginals berlin, wo u. a. Texte von Ruth Klüger und Alan Posener erschienen. Im 2012 gegründeten Frohmann Verlag veröffentlicht sie literarische und wissenschaftliche Texte rund um Neue Literaturen und netzkulturelle Phänomene. Frohmann ist als Verlegerin, Herausgeberin und Autorin eine Wegbereiterin der digitalen Literatur in Deutschland, sie verlegt Neue Kleine Formen, wie sie etwa auf Twitter entstehen, gibt kollaborativ verfasste Texte wie das versionierte E-Book Tausend Tode schreiben heraus und veröffentlicht in Kooperation mit dem Autorenkollektiv 0x0a genuin digitale Texte. Als work in progress entwickelt sie in Vorträgen und Texten seit 2013 die Vorstellung und den Begriff „Selfie-Publishing“ für die performative digitale Selbst-Konstruktion, seit 2014 den Begriff „performative Aufklärung“ für das Versetzen von Menschen in Situationen, in denen sie rational unzugängliche Phänomene angstfrei selbst erleben und dadurch potenziell verstehen können und seit 2015 den Begriff des „Instantanen“ für das fluide Zeit-Raum-Gefühl im Digitalen.
Seit April 2012 leitet Frohmann den von ihr begründeten Katersalon, eine kulturwissenschaftliche Performancereihe an wechselnden Orten, Stationen u. a. im Bar 25-Nachfolger Kater Holzig, der Volksbühne am Rosa-Luxemburg-Platz der re:publica und dem Zündfunk Netzkongress. Für den Katersalon erhielt sie 2013 den Virenschleuder-Preis für virales Marketing der Frankfurter Buchmesse.
Frohmann ist seit 2013 freie Redakteurin und Moderatorin der Sendung Generator bei reboot.fm im Haus der Kulturen der Welt, die netzkulturelle Phänomene wie Autonomous Sensory Meridian Response, Digitaler Nachlass und Facebook-Nur-du-Gedichte behandelt.
2014 organisierte sie gemeinsam mit den Digitalverlegern Nikola Richter und Fabian Thomas sowie der Designerin Andrea Nienhaus die Electric Book Fair, die erste Messe für digitale Literatur in Deutschland. Seit Ende 2014 arbeitet sie gemeinsam mit dem Eventkonzepter Leander Wattig an der Veranstaltungsplattform ORBANISM, wobei sie die Bereiche Theorie und Publishing betreut. Mit der Kulturwissenschaftlerin Asal Dardan und der Journalistin Michaela Maria Müller entwickelt sie seit 2014 das Veranstaltungs- und Publishingformat An einem Tisch.
2015 begründete Frohmann in Berlin die Veranstaltungsreihe e_rstausgabe. Soirée für digitale Literatur, die sich der Bekanntmachung von Digital-only- und Digital-first-Publikationen widmet. Die Redaktion übergab sie 2017 an die Bloggerin Tania Folaji.
2018 entwickelte sie die Kunstfiguren Präraffaelitische Girls, die in Memes nachempfundenen Bild-Text-Kombinationen kulturphilosophische Beobachtungen anstellen. Publiziert werden die Präraffaelitischen Girls auf Twitter und Instagram sowie als Bücher.

## Positionen
Frohmann vertritt die These, dass E-Book und Buch als einander ergänzend, aber getrennt gedacht werden müssen. Sie unterscheidet zwischen „richtigen“ und „falschen E-Books“. Als verantwortliche Redakteurin hat sie für das Kuratorium der Electric Book Fair eine versionierte Ästhetik des E-Books herausgegeben.
Mit ihren verschiedenen Formaten verfolgt Frohmann die Grenzverwischung zwischen Verleger, Autor und Leser sowie traditionell getrennt gedachten Genres, Diskursen und Milieus, wozu sie sukzessive eine Netzvariante der aus der Frühromantik bekannten Unsinnspoesie entwickelt, 2016 unter dem Begriff des „Datendada“. In den genuin digitalen Bereichen begreift sie ihr Publishing als Performancekunst.
Frohmann plädiert für eine vernünftige Impulskontrolle im performativen Raum des Internets, insbesondere angesichts von Clickbait.

### Publikationen
- Vier Wochen. Novelle. mikrotext, Berlin 2025, ISBN 978-3-948631-60-4
- Präraffaelitische Girls erklären Hexerei, Berlin 2021, ISBN 978-3-947047-35-2
- Being Christiane F. Erzählung. Sukultur, Berlin 2019, ISBN 978-3-95566-090-1
- The Laser Canon. An associative canon based on cat photos, Berlin 2019, ISBN 978-3-947047-49-9
- Präraffaelitische Girls erklären heimlich-unheimliche Ikonografien, in: Katrin Lange / Nora Zapf (Hrsg.): Screenshots. Literatur im Netz, edition text + kritik: München, November 2019, 182–189
- Die menschliche Hand, Novelle, in: Asal Dardan (Red.), Was wäre, wenn Technologie uns die Arbeit abnähme?, auf: www-mag.de, 12. Dezember 2019
- Unwesentlichsein als eigener Raum: Denkübung für Autorinnen, im Rahmen des Themenschwerpunkts Vielstimmigkeit und Kanon, goethe.de, 22. Oktober 2019
- Witchcraft – Publishing As A Magical Practice. A quick course in Publishing Magic. Presented at THE ARTS+ Micro-Conference II: Beyond the Cover. Exploring the Futures of Publishing on October 17, 2019, gebloggt auf: mojoreads.de
- Präraffaelitische Girls erklären das Internet, Berlin 2018, ISBN 978-3-944195-96-4

- Nicht E-Books oder Bücher machen, sondern Literatur. Ein Selfie-Cut. In: Assaf Alassaf, Asal Dardan, Christiane Frohmann, Alan Mills, Kathrin Passig, Nikola Richter, Ansgar Warner, Chloe Zeegen: Global & beta (E-Book), Berlin 2016
- Digitale Literatur als Datendada. In: Magazin des Goethe-Instituts China, 2016
- Instantanes Schreiben. In: Fachtag Literatur. Schöne Aussichten, 2015
- CUT – Christiane Frohmann – Tausend Tode schreiben. CUT. In: Bella triste, 42, Sommer 2015.
- Einfach weiterlesen. In: Don’t panic! Das E-Book zum Zündfunk Netzkongress 2014. #zf42, München 2014
- Twitter durchspielen. In: Stephan Porombka (Hrsg.): Über 140 Zeichen. Autoren geben Einblick in ihre Twitterwerkstatt. Berlin 2014, ISBN 978-3-944195-24-7 (E-Book).
- Internetkatzen. Ein Gespräch über Cat Content [E-Book]. Mit Stephan Porombka, Berlin 2013, ePub ISBN 978-3-944195-21-6.
- Was lacostet die Welt? Geld spielt keine Rolex! Die Bieder- und Protestmode der Popper. In: Cool aussehen, Mode & Jugendkulturen. Herausgegeben von Diana Weis, Archiv-der-Jugendkulturen, Berlin 2012, ISBN 978-3-943774-00-9, S. 90–101.
- Briefe. In: Hölderlin-Handbuch. Herausgegeben von Johann Kreuzer, Metzler, Stuttgart/Weimar 2002, 2011, ISBN 3-476-01704-4.

### Herausgeberschaften
- Gastfreundschaft. Kollaboratives Blog. Berlin: 2017
- Geistes Haltung. Erinnerungen an Hella Tiedemann, MERKUR-Blog, 22. Dezember 2016
- Tausend Tode schreiben. Berlin 2014–2017, ISBN 978-3-944195-55-1 (E-Book) und seit 2016 als Blog
- Ästhetik des E-Books, Berlin 2014
- Berlin Unschick. Flüchtige Stil-Leben. Berlin 2014, ISBN 978-3-944195-32-2 (E-Book)

## Belege
1. ↑  Interview mit Christiane Frohmann und Sascha Lazimbat in buchreport.de vom 24. November 2012
2. ↑  Artikel über Ruth Klüger und Christiane Frohmann zur E-Book-Releaseveranstaltung an der FU Berlin im Tagesspiegel vom 13. November 2011
3. ↑  Website des Frohmann Verlags
4. ↑  Trinken gehen, Bus fahren: E-Books und kleine Formen. In: MERKUR. Heft 800, Januar 2016 (Memento vom 31. Januar 2016 im Internet Archive)
5. ↑  Artikel über Twitteratur in der Welt vom 28. Dezember 2013
6. ↑  Interview mit Christiane Frohmann über das versionierte E-Book Tausend Tode schreiben in der Neuen Zürcher Zeitung vom 9. Januar 2015
7. ↑  Homepage von 0x0a
8. ↑  Mitschnitte des Vortrags Selfie-Publishing vom 22. Februar 2014 im Haus der Berliner Festspiele
9. ↑  re:publica: re:publica 2014 - Christiane Frohmann: Unsinn stiften a... 7. Mai 2014, abgerufen am 13. Mai 2017.
10. ↑  Text Instantanes Schreiben. In: Fachtag Literatur. Schöne Aussichten, 2015 (Memento vom 12. Juli 2016 im Internet Archive)
11. ↑  Webseite des Katersalons (Memento vom 31. Januar 2016 im Internet Archive)
12. ↑  Veranstaltungsseite Katersalon an der Volksbühne (Memento vom 10. Januar 2015 im Internet Archive)
13. ↑  Video vom re:publica14-Vortrag Unsinn stiften als performative Aufklärung (Memento des Originals vom 10. Januar 2015 im Internet Archive)  Info: Der Archivlink wurde automatisch eingesetzt und noch nicht geprüft. Bitte prüfe Original- und Archivlink gemäß Anleitung und entferne dann diesen Hinweis.
14. ↑  Vortrag von Christiane Frohmann und Zoë Beck beim Zündfunk Netzkongress 2014
15. ↑  virenschleuderpreis.de
16. ↑  Generator bei reboot.fm
17. ↑  Generatorsendung Killing Me Softly
18. ↑  Generator-Sendung Tod im Netz
19. ↑  Generator-Sendung Jugendkulturelles Schreiben auf Facebook
20. ↑  Homepage der Electric Book Fair (Memento vom 11. Januar 2015 im Internet Archive)
21. ↑  Website von Orbanism
22. ↑  Webseite von An einem Tisch (Memento vom 31. Januar 2016 im Internet Archive)
23. ↑  Webseite von e_rstausgabe (Memento vom 31. Januar 2016 im Internet Archive)
24. ↑  Präraffaelitische Girls erklären (@PGexplaining) | Twitter. Abgerufen am 3. Februar 2020.
25. ↑  Pre-Raphaelite Girls (@pgexplaining) • Instagram-Fotos und -Videos. Abgerufen am 3. Februar 2020.
26. ↑  Christiane Frohmann: Präraffaelitische Girls erklären das Internet. Kleine Formen, Berlin 2018, ISBN 978-3-944195-96-4.
27. ↑  Christiane Frohmann, Artikel Ceci n’est pas un livre in Der Freitag vom 31. August 2014
28. ↑  Ästhetik des E-Books als ePub zum Gratisdownload (Memento vom 11. Januar 2015 im Internet Archive)
29. ↑  Video von Christiane Frohmanns re:publica14-Vortrag Unsinn stiften als performative Aufklärung (Memento des Originals vom 10. Januar 2015 im Internet Archive)  Info: Der Archivlink wurde automatisch eingesetzt und noch nicht geprüft. Bitte prüfe Original- und Archivlink gemäß Anleitung und entferne dann diesen Hinweis.
30. ↑  Christiane Frohmann, Datendada (Memento vom 31. Januar 2016 im Internet Archive)
31. ↑  Meta Meta. Frohmann-Zitate. Weil einfach nichts Neues zum digitalen Verlegen zu sagen ist. In: fraufrohmann. 2. Juli 2015, abgerufen am 13. Mai 2017.
32. ↑  #endclickbait für verschiedene Lerntypen | fraufrohmann. Archiviert vom Original am 3. Februar 2020; abgerufen am 3. Februar 2020.

| Personendaten    | Personendaten                                                                  |
| ---------------- | ------------------------------------------------------------------------------ |
| NAME             | Frohmann, Christiane                                                           |
| KURZBESCHREIBUNG | deutsche Verlegerin, Herausgeberin, Autorin und Digitalisierungs-Theoretikerin |
| GEBURTSDATUM     | 20. Jahrhundert                                                                |